# Oxyelaea stefaniae
Oxyelaea stefaniae es una especie de mantis de la familia Tarachodidae.

## Distribución geográfica
Se encuentra en Somalia.